# Neocompsa chemsaki
Neocompsa chemsaki är en skalbaggsart som beskrevs av Martins 1970. Neocompsa chemsaki ingår i släktet Neocompsa och familjen långhorningar. Inga underarter finns listade i Catalogue of Life.